# 메르세데스-벤츠 GLK
메르세데스-벤츠 GLK(Mercedes-Benz GLK)는 독일의 자동차 회사인 다임러 AG가 제조해 메르세데스-벤츠로 판매하는 컴팩트 SUV이다.
2008년에 개최된 베이징 모터쇼에서 첫 선을 보였다. 차명인 GLK에서 G는 겔린더바겐, (Geländewagen), L은 럭셔리(Luxus), K는 컴팩트(Kompakt)를 의미한다. 트랜스미션 케이스와 그에 따른 트랜스퍼 및 프로펠러 샤프트의 구조로 인하여 운전석은 좌측에 있는 사양만 생산된다. 간결한 직선과 수평면이 만나 곳곳에서 각을 이룬 디자인은 정통성이 느껴진다. 2012년에 페이스 리프트를 거쳐 새로운 디자인의 헤드 램프와 LED 데이타임 런닝 램프, 둥근 형태의 에어 벤트가 새로 적용되었다. 대한민국에는 GLK220 CDI 4매틱 트림이 판매되었으며, 7단 자동변속기와 4륜구동(4매틱)이 탑재되었다. 2015년에 단종되었고, 후속 차종은 새로운 작명법에 의하여 GLC 클래스라는 차명이 붙었다.

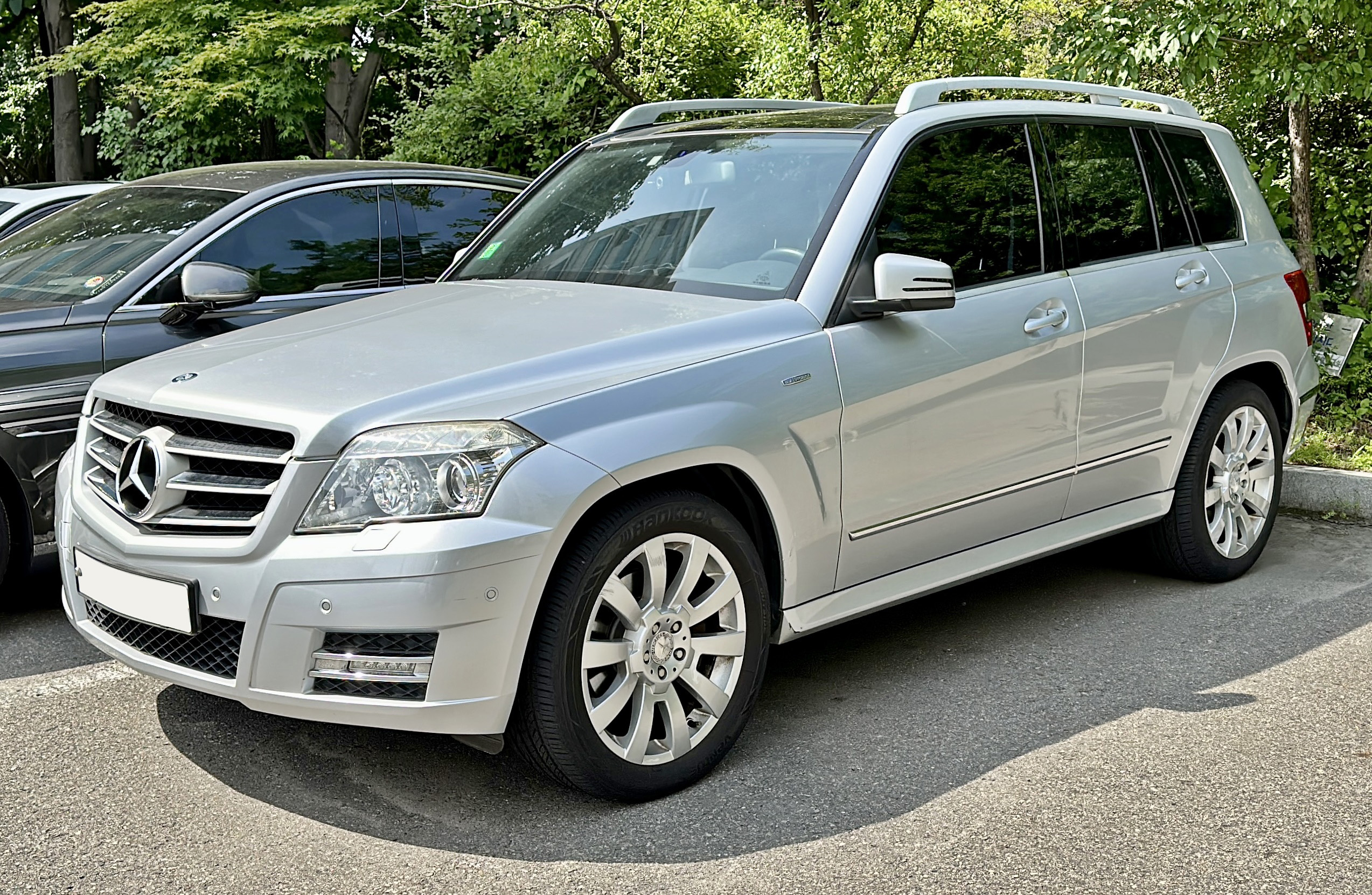
메르세데스-벤츠 GLK(전기형)

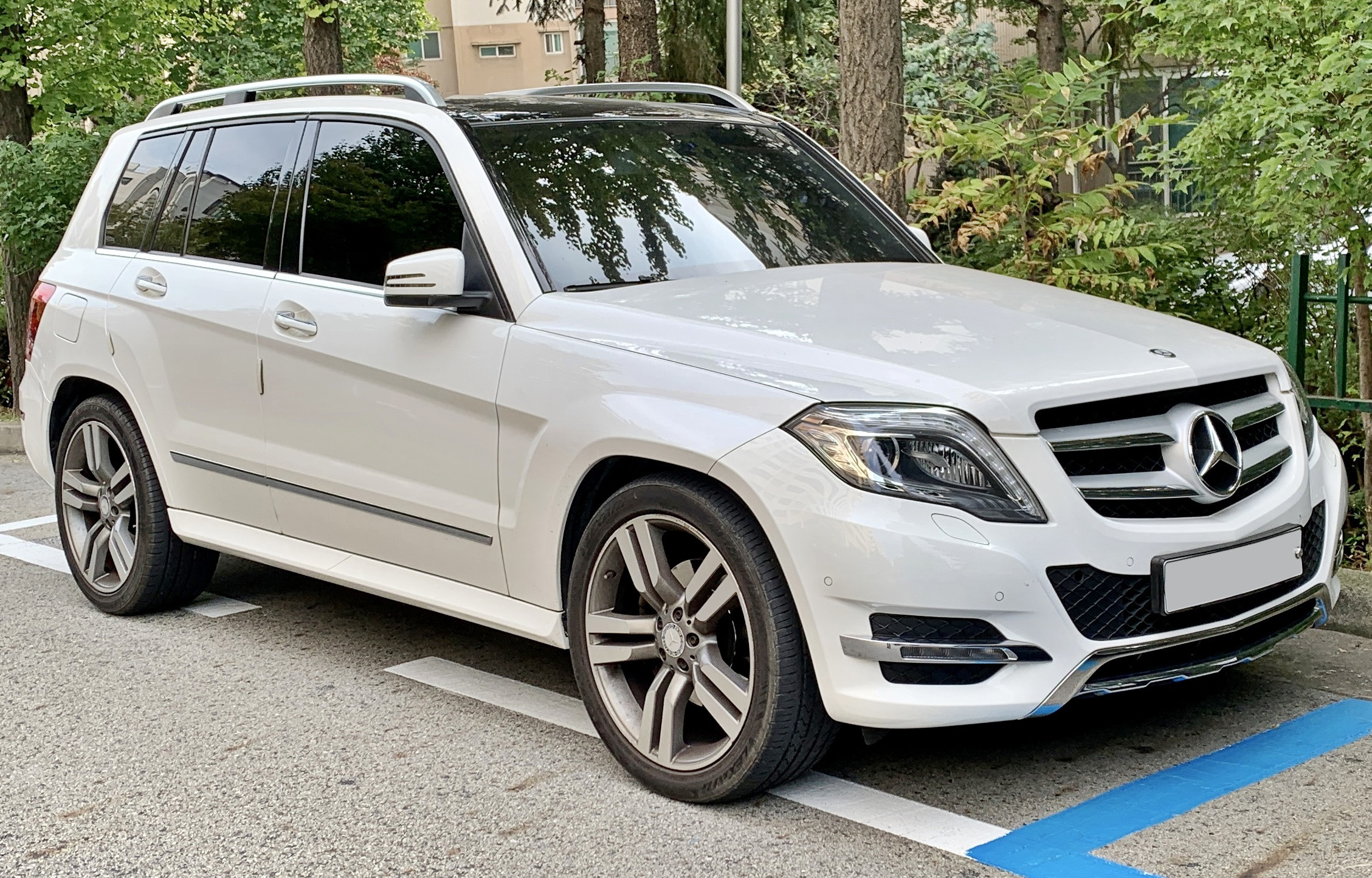
메르세데스-벤츠 GLK(후기형)